# Grefsen Station
Grefsen Station (Grefsen stason) er en jernbanestation på Gjøvikbanen i Norge. Den ligger i bydelen Nordre Aker i Oslo, 6,6 km fra Oslo S og nord for Sinsenkrysset. Trods navnet ligger stationen ikke i kvarteret Grefsen men på jorderne fra de gårde, der har lagt navn til kvartererne Storo og Nordre Åsen. I begyndelsen af 1900-tallet blev området dog i en plan omtalt som Sandaker, hvilket i dag er navnet på kvarteret umiddelbart vest for stationen.

## Historie og udformning
Stationen blev etableret 20. december 1900 som endestation for Gjøvikbanen, der på det tidspunkt ikke gik længere end til Røykenvik. Stationsbygningen der blev opført ved den lejlighed er en særpræget teglstensbygning i gotisk stil, tegnet af Paul Due. De to første år var stationen midlertidig endestation for persontogene, indtil krydsningen af Etterstad blev færdig, og banen kunne fuldføres i 1902. Den var tænkt som udgangspunkt for Nordbanen og en planlagt ringbane nord for Oslo. I dag er Grefsen Station en af meget få stationer, der stadig er betjent, men der er ikke længere billetsalg på stationen. Stationens remise, pakhus og den bevarede drejeskive bruges ikke længere til jernbaneformål.
Alnabanen, godsbanen mellem Grefsen og Alnabruterminalen, grener fra mod øst i den sydlige ende af stationen. Fra stationens nordlige ende var der tidligere et sidespor til forskellige industrivirksomheder i Nydalen, blandt andet Christiania Spigerverk, men det er nu afkortet ved Storo, og et omfattende net af godsspor er fjernet.
Der er sporforbindelse fra Grefsen Station til T-banen, sådan at man kan transportere T-banemateriel på jernbanesporene. Derimod er det ikke muligt at køre med jernbanemateriel på T-banen.
Vis-à-vis med stationen ligger der en sporvognsremise ved Storoveien. Den blev åbnet i 1957 og erstattede remiserne ved Slemdalsveien, Garderveien og Harald Hårfagres gate i Majorstua samt Homansbyen ved Sporveisgata, der efterhånden blev nedlagt. På grund af remisen er Grefsen Station også sporvognsstoppested og endestation. Station og sporvej er dog adskilt af Ring 3, så forbindelsen mellem dem sker via en gangtunnel.

### Fremtid
I 2006 åbnedes den sidste del af T-baneringen gennem dele af stationsområdet på sin vej mellem Storo og Sinsen. Det er planen at bygge en gangbro, der vil give en bedre forbindelse mellem Grefsen Station og T-banestationen Storo.
For sporvognenes vedkommende er det et problem, at de kører parallelt med T-baneringen mellem Storo, Sinsen og Carl Berners plass. Trafikselskabet Ruter har imidlertid lagt op til, at linje 13 og 17 ikke som nu skal ende ved Grefsen Station, men at linje 13 skal ende ved Disen, og at linje 17 skal gå ad en ny tracé ad Trondheimsveien til Tonsenhagen.